# Godzilla vs. Mechagodzilla
Godzilla vs. MechaGodzilla (ゴジラ対メカゴジラ, Gojira tai MekaGojira), in de Verenigde Staten bekend onder de titels Godzilla vs. the Bionic Monster en Godzilla vs. the Cosmic Monster, is een Japanse tokusatsu kaijufilm uit 1974. De film is de 14e van de Godzillafilms, en werd geregisseerd door Jun Fukuda met special effects door Teruyoshi Nakano.
 
De film introduceert Godzilla’s mechanische dubbelganger, Mechagodzilla, die net als King Ghidorah een van Godzilla’s vaste vijanden zou worden.

## Verhaal
Volgens een oude Okinawaanse legende zal er een monster arriveren en de wereld proberen te vernietigen zodra er een zwarte berg in de lucht verschijnt. Echter, als deze voorspelling uitkomt, zullen er ook twee monsters opduiken om dit kwaad te bevechten.
In een grot vlak bij de stad ontdekken een moneur en een archeoloog een standbeeld van een enorm leeuwachtig beest genaamd King Caesar. Ze geloven dat hij een van de twee monsters is waar de legende over spreekt. Later verschijnt er inderdaad een zwarte berg in de lucht, en duikt Godzilla op uit een slapende vulkaan. Hij begint meteen met een spoor aan vernielingen. Desondanks geloven maar weinig mensen dat Godzilla inderdaad de vernietiger uit de legende is. Godzilla vecht met Anguirus en doodt hem bijna, maar dan komt onverwacht een tweede Godzilla tussenbeide. Het blijkt dat de Godzilla die uit de vulkaan kwam een mechanische replica is van de echte Godzilla. Deze kopie, Mechagodzilla genaamd, is gemaakt door een ras van aapachtige aliens om Godzilla te vernietigen.
Godzilla verliest zijn eerste gevecht met Mechagodzilla, maar keert na te zijn genezen weer terug samen met King Caesar. De twee slagen erin Mechgodzilla te vernietigen.

## Rolverdeling
| Acteur            | Personage                                         |
| ----------------- | ------------------------------------------------- |
| Masaaki Daimon    | Keisuke Shimizu                                   |
| Kazuya Aoyama     | Masahiko Shimizu                                  |
| Akihiko Hirata    | Professor Hideto Miyajima                         |
| Hiroshi Koizumi   | Professor Wagura                                  |
| Reiko Tajima      | Saeko Kaneshiro                                   |
| Hiromi Matsushita | Eiko Miyajima                                     |
| Masao Imafuku     | Tengan Kunito, the Azumi Royal Family High Priest |
| Beru-Bera Lin     | Nami Kunito, the Azumi Royal Family Princess      |
| Shin Kishida      | Interpol Agent Nanbara                            |
| Goro Mutsumi      | Alien Supreme Leader Kuronuma                     |
| Isao Zushi        | Godzilla                                          |

## Achtergrond

### Cultstatus
De film heeft zeker in recente jaren een grote schare fans verkregen. Vooral de campy muziek en kleurrijke special effects blijken populair. De verhaallijn en complexe plot van de film onderscheiden zich van de andere Godzillafilms uit de jaren 70.
Buiten deze cirkel van fans doet de film het echter een stuk minder.

### Opbrengst
Voor de film werden ongeveer 1.330.000 kaartjes verkocht in Japan. Dat was weliswaar niet het hoogste aantal ooit, maar wel weer een verbetering ten opzichte van de vorige film

### Amerikaanse versie
In 1977 bracht Cinema Shares de film uit in Noord-Amerika onder de naam Godzilla vs. the Bionic Monster. Maar onder druk van Universal Studios (die vonden dat de titel te sterk was afgeleid van The Six Million Dollar Man en The Bionic Woman) werd de titel aangepast naar Godzilla vs. the Cosmic Monster.
Voor de bioscoopversie werd de film aangepast om een G-rating te krijgen van de MPAA.

### Alternatieve titels
- Godzilla vs. Bionic Monster
- Godzilla vs. Cosmic Monster
- Godzilla vs. RoboGodzilla
- The Robot Monster
- MechaGodzilla

## Trivia
- Dit was 30 jaar lang Anguirus’ laatste film. Hij dook pas weer op in Godzilla Final Wars.
- Deze film betekende het 20-jarig bestaan van de Godzilla films.
- Het idee voor Mechagodzilla kwam van de mechanikong uit King Kong Escapes.
- De mythe dat oorspronkelijk Baragon in de film zou worden gebruikt, maar zijn kostuum verkeerde in dermate slechte staat dat Toho besloot hem te vervangen door Anguirus, stamt af van een foute vertaling voor een informatief boek over deze film z'n productie.